# Davide Lo Verde
Davide Lo Verde (Catania, 8 luglio 1964) è un attore italiano.

## Biografia
Dal 1999 al 2021 ha interpretato l'agente Galluzzo nella serie televisiva Il commissario Montalbano.

## Filmografia
- Il commissario Montalbano, regia di Alberto Sironi (1999 - 2021)
- Il furto del tesoro, regia di Alberto Sironi (2000)
- Cuore scatenato, regia di Gianluca Sodaro (2003)
- Sono incinta, regia di Fabiana Sargentini (2003)
- Io, l'altro, regia di Mohsen Melliti (2007)
- R.I.S. 3 - Delitti imperfetti, regia di Alexis Sweet, episodio 3x01 (2007)
- Aldo Moro - Il presidente, regia di Gianluca Maria Tavarelli (2008)
- Squadra antimafia - Palermo oggi 2 - serie TV, episodi 2x07-2x08 (2010)